# Słomki
Słomki est une localité polonaise de la voïvodie de Grande-Pologne et du powiat de Chodzież.